# Simnia avena
Simnia avena is een slakkensoort uit de familie van de Ovulidae. De wetenschappelijke naam van de soort werd in 1832 voor het eerst geldig gepubliceerd door George Brettingham Sowerby II.